# Holin Gol

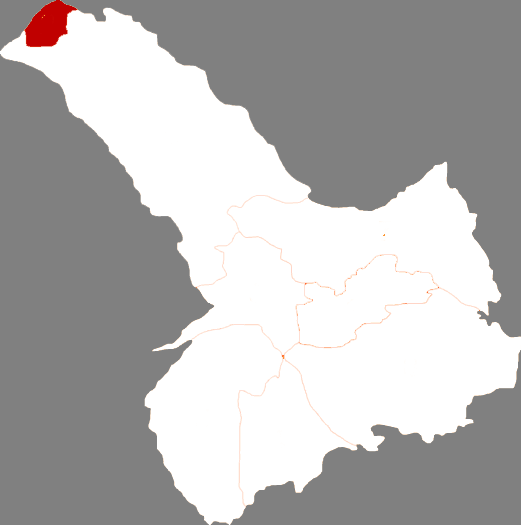
Lage Holin Gols in Tongliao

Holin Gol (chinesisch 霍林郭勒市, Pinyin Huòlínguōlè Shì; mongolisch ᠬᠣᠣᠯᠢᠠ ᠭᠣᠤᠯ ᠬᠣᠲᠠ Qoolin Ɣool qota) ist eine kreisfreie Stadt im Verwaltungsgebiet der bezirksfreien Stadt Tongliao im Osten des Autonomen Gebietes Innere Mongolei der Volksrepublik China. Sie hat eine Fläche von 585 km² und zählt 70.000 Einwohner (2004). 
Koordinaten: 45° 32′ N, 119° 40′ O